# Старая Финляндия

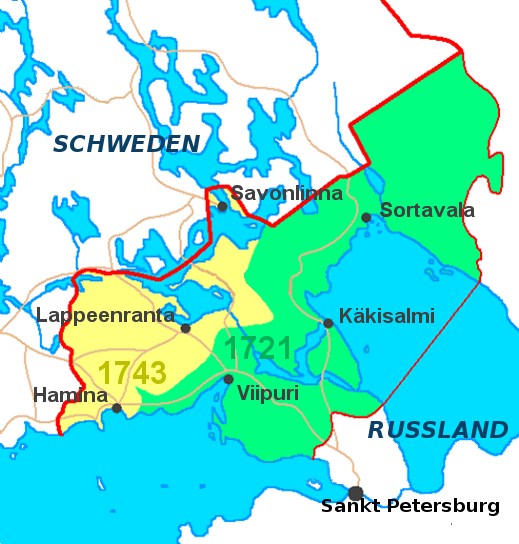
Территории Старой Финляндии, вошедшие в состав России в 1721 и 1743 годах

Карта Выборга с соседними провинциями, а также Ладогой. 1772 год

Старая Финляндия (фин. Vanha Suomi, швед. Gamla Finland) — шведское и финское название части территорий западной Карелии, вошедших в состав России после Северной войны по Ништадтскому мирному договору 1721 года, а также после русско-шведской войны 1741—1743 по Абоскому миру, а в 1812 году вошедших в состав Великого княжества Финляндского. В финских исторических исследованиях термин «Старая Финляндия» используется с 1830 года.

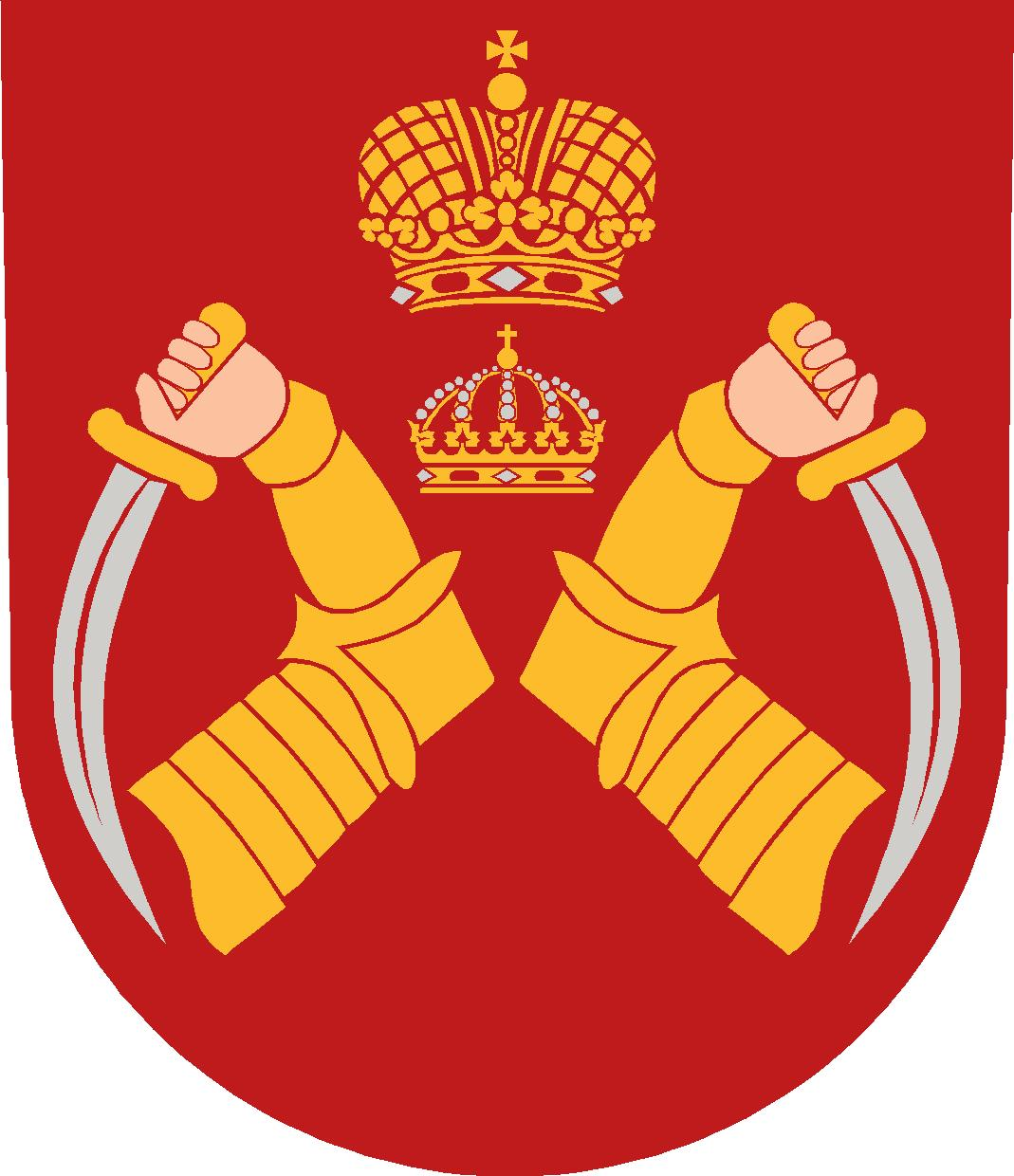
Герб Выборгской губернии 1797—1811

Согласно Ништадскому мирному договору Швеция отдавала России часть Кексгольмского лена, а также большую долю Выборгско-Нейшлотского лена, объединённых в Выборгскую провинцию. В 1743 году она по Абоскому мирному договору уступила некоторые территории на юге Финляндии, в том числе города Нейшлот, Вильманстранд и Фридрихсгам. В административном отношении все эти территории составили Выборгскую губернию (в 1783—1796 годах именовалась
Выборгским наместничеством, в 1802—1812 годах — Финляндской губернией).
Российский император гарантировал жителям присоединённых земель привилегии, в том числе свободу вероисповедания и сохранение шведских законов. Императрицей Елизаветой Петровной 27 октября 1742 года была подписана «Жалованная грамота городу Выборгу. О подтверждении всех прав и привилегий, сему городу данных» — первая конфирмация прав и привилегий Выборга за время его нахождения в составе Российской империи. На территории, которые вошли в состав России в 1743 году, распространялось действие свода законов Шведского государства («Sveriges rikes lag»). Таким образом, в рамках одной губернии сохранялись два разных правовых пространства.
На протяжении XVIII века Российская империя управляла Финляндией так же, как и остзейскими провинциями, сохраняя определённую автономию. В частности, особым центральным административно-судебным органом для этих земель была Юстиц-коллегия Лифляндских, Эстляндских и Финляндских дел. Многочисленные государственные посты занимали прибалтийские немцы, и немецкий язык заменил шведский в официальном делопроизводстве и преподавании. Вместе с тем, правительством императрицы Екатерины II проводилась политика постепенной унификации управления окраинными землями.

Малая Россия, Лифляндия и Финляндия суть провинции, которые правятся конфирмованными им привилегиями, и нарушить оные отрешением всех вдруг весьма непристойно б было; однако ж, и называть их чужестранными и обходиться с ними на таковом же основании есть больше, нежели ошибка, а можно назвать с достоверностью глупостью. Сии провинции, также и Смоленскую, надлежит легчайшими способами привести к тому, чтоб они обрусели и перестали бы глядеть как волки к лесу. К тому приступ весьма легкий, если разумные люди избраны будут начальниками в тех провинциях...
 Собственноручное наставление Екатерины II князю Вяземскому при вступлении им в должность генерал-прокурора в феврале 1764 года.

Введённые на основании «Учреждений для управления губерний» и Городового положения в Выборгском наместничестве с 1784 года общероссийские губернские, городские и судебные учреждения сближали устройство Финляндии и других административно-территориальных единиц Российской империи. Но при Павле I наместничество было упразднено, и в Финляндской губернии, как и в Остзейских, старые учреждения были частично восстановлены. Учебные заведения Финляндской губернии входили в Дерптский учебный округ.
В 1809 году в состав Российской империи вошла вся Финляндия, получив статус Великого княжества. Неофициально вновь присоединённые шведские провинции именовались «Новой Финляндией», а Финляндская губерния — «Старой Финляндией». В качестве жеста доброй воли император Александр I в 1812 году присоединил к «Новой Финляндии» Финляндскую губернию, снова переименованную в Выборгскую. Одним из результатов стало сокращение доли русскоязычного населения губернии вследствие массовой миграции вглубь России.